# Béranger-Aymard Bossé
Béranger-Aymard Bossé, född 13 mars 1985, är en friidrottare från Centralafrikanska republiken. Han deltog vid olympiska sommarspelen 2008 och olympiska sommarspelen 2012.